# Iwate
Iwate (岩手県; Iwate-ken) är en prefektur som är belägen i Tohokuregionen på den norra delen av ön Honshu i Japan. Residensstaden är Morioka.

## Prefektursymboler
Iwates emblem antogs den 10 november 1964, medelst notis nummer 1083. Emblemet utgörs av en stilisering av kanjit 岩 (”Iwa” i ”Iwate”), och symboliserar avancerat framåtskridande.
Flaggan antogs den 6 mars 1965, och har proportionerna 2:3. Dess bakgrundsfärg är skogsgrön, enligt prefekturens webbplats.

## Administrativ indelning
Prefekturen var år 2016 indelad i fjorton städer (-shi) och nitton kommuner (-chō, -machi och -mura).
Kommunerna grupperas i tio distrikt (-gun). Distrikten har ingen administrativ funktion utan fungerar i huvudsak som postadressområden.
Städer:
- Hachimantai, Hanamaki, Ichinoseki, Kamaishi, Kitakami, Kuji, Miyako, Morioka, Ninohe, Ōfunato, Ōshū, Rikuzentakata, Takizawa, Tōno

Distrikt och kommuner:
| - Isawa distrikt - Kanegasaki - Iwate distrikt - Iwate - Kuzumaki - Shizukuishi - Kamihei distrikt - Ōtsuchi | - Kesen distrikt - Sumita - Kunohe distrikt - Hirono - Karumai - Kunohe - Noda - Ninohe distrikt - Ichinohe | - Nishiiwai distrikt - Hiraizumi - Shimohei distrikt - Fudai - Iwaizumi - Tanohata - Yamada | - Shiwa distrikt - Shiwa - Yahaba - Waga distrikt - Nishiwaga |

## Naturkatastrofer
Jordbävningen i Iwate 2008 orsakade jordskred, trafikolyckor och mindre skador på en kärnkraftanläggning. Hundratals personer skadades till följd av skalvet varav minst nio dog. 
Den tsunami som svepte in över kustområdena efter jordbävningen vid Tōhoku 2011 orsakade mycket omfattande skador, där staden Rikuzentakata tidigt rapporterades ha drabbats särskilt hårt.

## Galleri

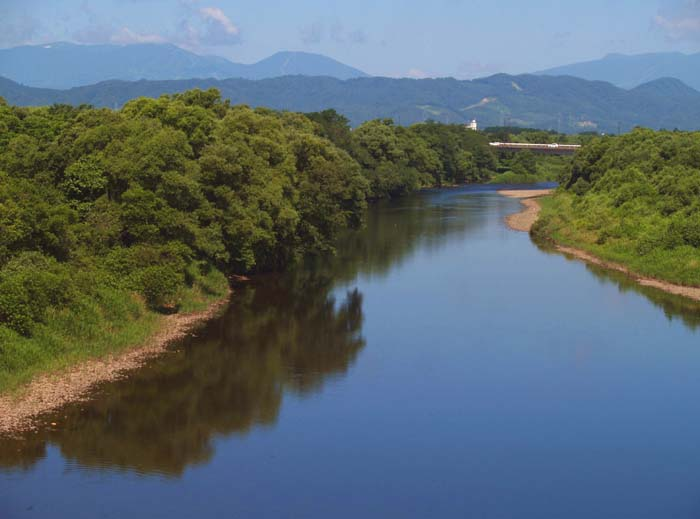
Shizukuishi-floden i Iwate
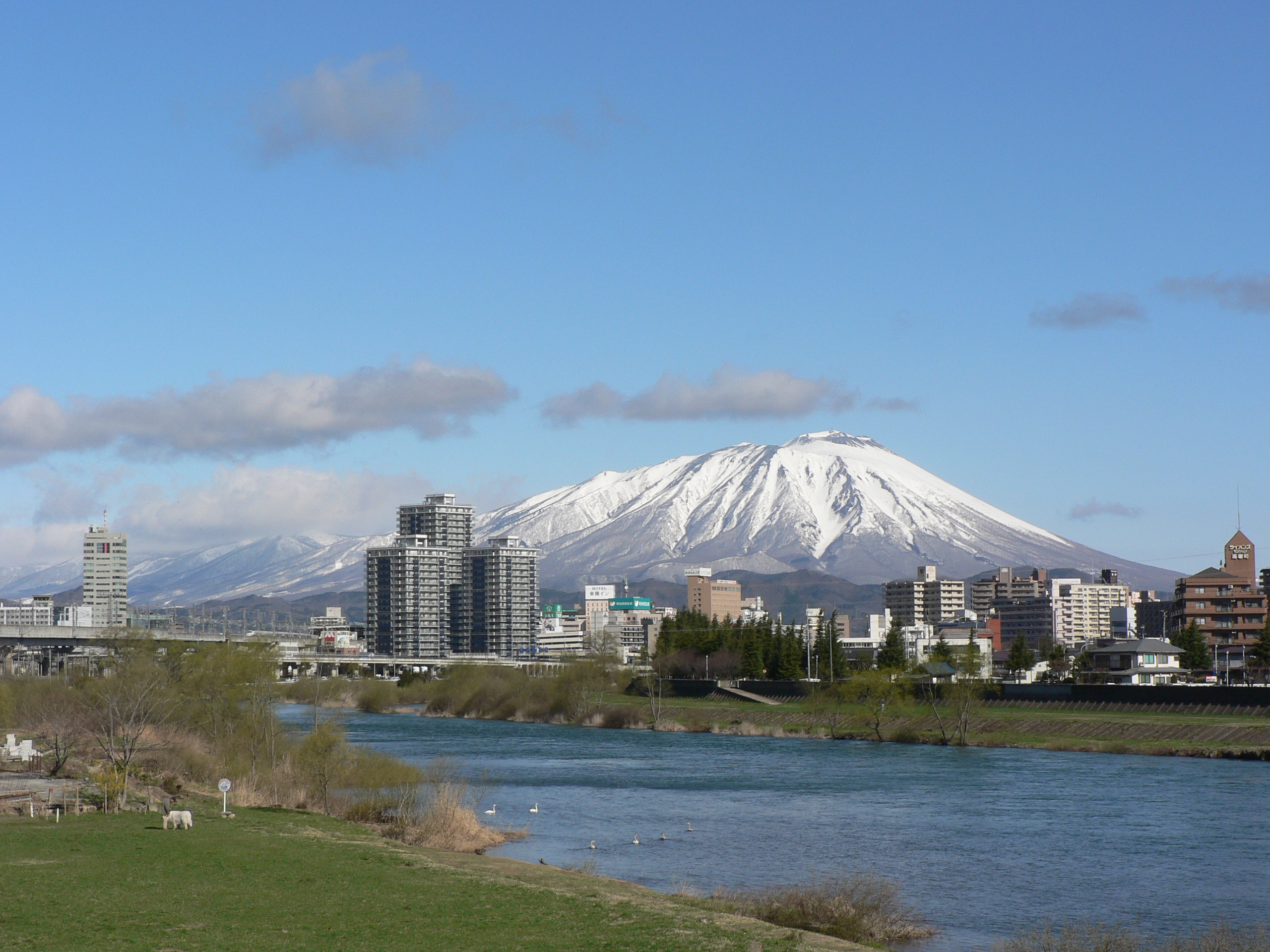
Berget Iwate och Morioka
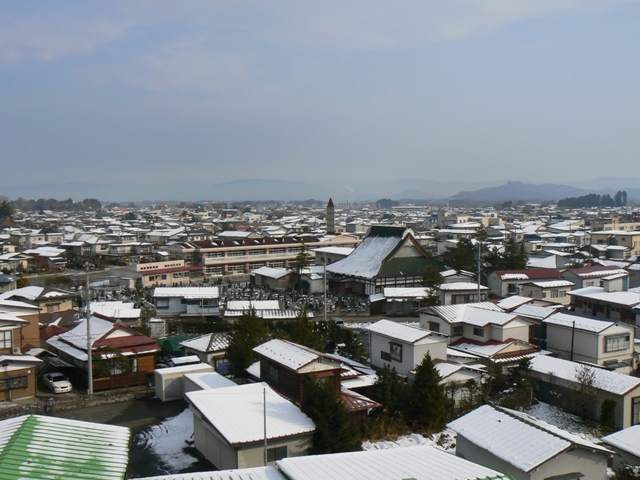
Hanamaki
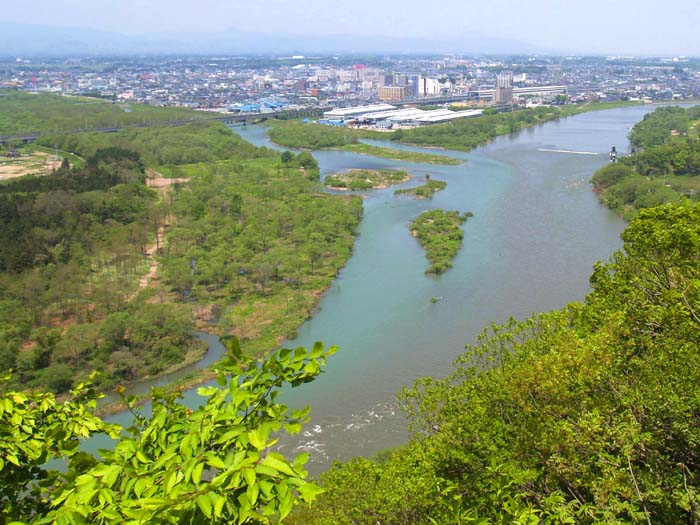
Floderna Kitakami och Waga